# Міжнародний день зниклих безвісти дітей
Міжнародний день зниклих безвісти дітей — міжнародний день, який відзначається 25 травня з 2002 року за ініціативою Європейського центру зниклих і тих, що зазнали сексуального насильства, дітей.

## Історія
Ініціатива проведення цього дня виникла у США. 25 травня 1979 року, в Америці, після занять у школі додому не повернувся шестирічний хлопчик Ітан Патц, пошуки якого були безуспішними Через чотири роки після цього, президент США Рональд Рейган оголосив 25 травня Національним днем зниклих безвісти дітей. У 1984 році в країні було створено Національний Центр пошуку зниклих безвісти дітей, а також дітей, які стали жертвами експлуатації. У 1997 році з ініціативи США було створено вже Міжнародний центр пошуку зниклих безвісти дітей, а також дітей, які стали жертвами експлуатації (International Center for Missing and Exploited Children (ICMEC). 
У Європейському Союзі День зникли безвісти дітей проводиться з 2002 року для висловлення європейською спільнотою солідарності зі зниклими дітьми та їхніми родинами. 
За даними Єврокомісії, в ЄС щороку 250 тисяч дітей оголошують у розшук. В Україні щороку реєструється близько 4 тис. випадків зникнення дітей.